# Montsaunès
Montsaunès (em occitano:  Montsaunèrs) é uma comuna francesa na região administrativa da Occitânia, no departamento do Alto Garona. Estende-se por uma área de 9.12 km², com 448 habitantes, segundo o censo de 2018, com uma densidade de 49 hab/km².